# کلود فوشه
کلود فوشه (به فرانسوی: Claude Fauchet) مورخ قرن شانزدهم میلادی اهل فرانسه است.